# Intensive und extensive Größen
Physikalische Größen, insbesondere Zustandsgrößen, werden unterschieden in intensive Größen und extensive Größen des Systems, je nachdem, ob sie von der Größe des Systems abhängen.
Eine intensive Größe behält bei einer Aufteilung eines homogenen Systems in Teilsysteme in allen Teilsystemen denselben Wert; bei Zusammenfassung mehrerer Systeme, in denen die intensive Zustandsgröße denselben Wert hat, gilt dieser dann auch für das Gesamtsystem. In diesem Sinn kann man sagen, dass eine intensive Größe nicht von der Größe des Systems abhängt. Man unterscheidet hierbei systemeigene intensive Größen, wie beispielsweise Temperatur und Druck, und stoffeigene intensive Größen, wie alle spezifischen Größen reiner Stoffe und Konzentrationsangaben von homogenen Gemischen.
Eine extensive Größe hingegen hängt von der Größe des betrachteten Systems ab. Beispiele hierfür sind Masse, Stoffmenge, Volumen, Entropie sowie die thermodynamischen Potentiale (innere Energie, freie Energie, Enthalpie und freie Enthalpie). 
Die Abhängigkeit einer Größe von der Größe des betrachteten Systems kann beispielsweise anhand zweier identischer Systeme, die durch eine Zwischenwand getrennt sind, nachvollzogen werden. Hebt man diese Trennung auf und erweitert die Betrachtung auf das gesamte System, so wird der Unterschied zwischen intensiven und extensiven Größen deutlich: Alle Größen, die nun den gleichen Wert wie vor der Entfernung der Zwischenwand besitzen, sind intensive Größen; hingegen sind alle Größen, die nun einen anderen Wert besitzen, extensive Größen.

## Zusammenhang zwischen intensiven und extensiven Größen
Zu einer extensiven Größe lässt sich eine entsprechende intensive Größe gewinnen, indem man sie auf eine weitere extensive Größe bezieht (Quotient):
- Bezug auf das Volumen (Dichte):
Massendichte {\displaystyle \varrho } (intensiv) = Masse {\displaystyle m} (extensiv) / Volumen {\displaystyle V} (extensiv)
Teilchendichte {\displaystyle n} (intensiv) = Teilchenzahl {\displaystyle N} (extensiv) / Volumen {\displaystyle V} (extensiv)
- Bezug auf die Masse (spezifische Größe):
spezifische Wärmekapazität {\displaystyle c} (intensiv) = Wärmekapazität {\displaystyle C} (extensiv) / Masse {\displaystyle m} (extensiv)
- Bezug auf die Stoffmenge (molare Größe):
molare Masse {\displaystyle M} (intensiv) = Masse {\displaystyle m} (extensiv) / Stoffmenge {\displaystyle n} (extensiv)

Umgekehrt ergibt das Produkt einer intensiven Größe mit der extensiven Größe, auf die sie bezogen ist, die entsprechende extensive Größe:
{\displaystyle \varrho \cdot V=m},     {\displaystyle n\cdot V=N},     {\displaystyle c\cdot m=C},     {\displaystyle M\cdot n=m}.
Viele – aber nicht alle – extensive Größen sind mengenartige Größen.

## Thermodynamisches Gleichgewicht
Die Änderung einer intensiven Größe hat die Änderung des thermodynamischen Gleichgewichts zur Folge.
Der Änderung einer extensiven Größe muss keine Änderung des thermodynamischen Gleichgewichtes folgen.

## Übersicht
|                  | extensiv | intensiv |
| ---------------- | --- | --- |
| Charakteristikum | Ändern sich mit der Größe (dem Ausmaß) des betrachteten Systems. | Sind von der Größe (dem Ausmaß) des Systems unabhängig. |
| Eigenschaft      | Extensive Größen sind additiv. | Intensive Größen sind nicht additiv. |
| Beispiele        | Stoffmenge n, Teilchenzahl N, Volumen V, innere Energie U, freie Energie F, Enthalpie H, freie Enthalpie G, Masse m, elektrische Ladung Q, Entropie S                                                                                | Temperatur T, Dichte ρ, Druck p, Stoffmengenkonzentration c, Viskosität η, Brechungsindex n, chemisches Potential µ, Permittivität ε, dielektrische Polarisation P                                                                                               |
| Besonderheiten   | Zustandsgrößen sind auch dann extensiv, wenn sie proportional zu allen anderen als extensiv bekannten Zustandsgrößen sind. Diese Proportionalität gilt allerdings nur, solange alle nichtextensiven Zustandsgrößen konstant bleiben. | Die elektrische Spannung U ist nur in einer Parallelschaltung eine intensive Größe, in einer Reihenschaltung ist sie extensiv. Die elektrische Stromstärke I ist nur in einer Parallelschaltung eine extensive Größe, in einer Reihenschaltung ist sie intensiv. |
| Zusammenhang     | Das Produkt einer extensiven und einer intensiven Größe ist eine extensive Größe. Das Verhältnis extensiver Größen ist eine intensive Größe.                                                                                         | Das Produkt einer extensiven und einer intensiven Größe ist eine extensive Größe. Das Verhältnis extensiver Größen ist eine intensive Größe. |